# Topološka dimenzija
Topološka dimenzija je ono što zovemo intuitivnom dimenzijom, odnosno (kako se često na jednostavan način objašnjava sâm pojam dimenzije) broj smjerova u kojima bismo mogli ići da smo u određenom objektu, odnosno broj "stupnjeva slobode". Tako je svaka linija (ravna ili zakrivljena) jednodimenzionalna jer postoji samo jedan stupanj slobode – dužina (lijevo-desno). Svaka je ploha (ravna ili svinuta) dvodimenzionalna jer postoje dva stupnja slobode – dužina i širina (lijevo-desno i gore-dolje). Topološka dimenzija uvijek je pozitivan cijeli broj ili nula. 

Stručnije, topološka se dimenzija može definirati kao najmanja moguća vrijednost n tako da se bilo koji otvoreni pokrivač (pokrivač čiji su svi elementi otvoreni skupovi) može podesiti tako da svaka točka bude dio najviše n+1 elemenata. Primjerice, ako želimo odrediti topološku dimenziju kružnice, konstruirat ćemo joj pokrivač od otvorenih kružnih lukova. Nadalje, podesit ćemo taj pokrivač tako da smanjimo preklapanje njegovih elemenata na najmanju moguću mjeru, ali da cijela kružnica i dalje bude potpuno pokrivena. Pošto smo uzeli otvorene lukove, preklapanje je neizbježno, a može se podesiti tako da svaka točka kružnice bude dio samo jednog ili dva elementa pokrivača. Najveća je vrijednost n = 2, tako da topološka dimenzija iznosi n - 1 te zaključujemo da je kružnica jednodimenzionalna.
Ovo matematičko objašnjenje možda se čini nepotrebnim, ali ono je vrlo važno u nekim elementima više matematike, npr. u fraktalima.